# Цы (сяоэрцзин)
Цы (‏ڞ‏‎) — буква расширенного арабского письма, 21-я буква сяоэрцзин, также используемая в письменности языка бурушаски.

## Использование
В сяоэрцзин обозначает звук [t͡sʰ]. В слоге может быть только инициалью, в стандартном путунхуа образует 16 слогов.
| С              | С            | С            | С            |
| -------------- | ------------ | ------------ | ------------ |
| ca — ца —      | cai — цай —  | can — цань — | cang — цан — |
| cao — цао —    | ce — цэ —    | cen — цэнь — | ceng — цэн — |
| ci — цы —      | cong — цун — | cou — цоу —  | cu — цу —    |
| cuan — цуань — | cui — цуй —  | cun — цунь — | cuo — цо —   |

В алфавите бурушаски на основе арабского письма является 27-й буквой и обозначает звук [ʈ͡ʂʰ].